# Końska (Słowacja)
Końska (słow. Konská) – wieś (obec) na Słowacji położona w kraju żylińskim, w powiecie Liptowski Mikułasz. Pierwsze wzmianki o miejscowości pochodzą z roku 1357.
Według danych z dnia 31 grudnia 2011, wieś zamieszkiwało 216 osób.
W 2001 roku rozkład populacji względem narodowości i przynależności etnicznej wyglądał następująco:
- Słowacy – 97,24%
- Czesi – 1,57%
- Węgrzy – 0,79%

Ze względu na wyznawaną religię struktura mieszkańców kształtowała się w 2001 roku następująco:
- Katolicy rzymscy – 14,57%
- Ewangelicy – 80,71%
- Ateiści – 4,33%
- Nie podano – 0,39%